# Логотип McDonald’s
Логотип McDonald’s (также «Золотые арки», англ. Golden Arches) — логотип мировой сети фастфуд-ресторанов McDonald’s, представляющий собой стилизованное изображение первой буквы бренда. Считается одним из самых узнаваемых логотипов в мире.

## История
В 1952 году братья Ричард и Морис Макдональд решили, что им необходимо новое здание для своего ресторана в Сан-Бернардино, штат Калифорния, имеющее совершенно новый дизайн, который позволил бы достичь двух целей: ещё большей эффективности и привлекательного внешнего вида. Они обратились к нескольким архитекторам и выбрали для этой задачи Стэнли Местона из соседнего города Фонтана. Братья предложили Местону использовать в оформлении две отдельные полукруглые арки по обеим сторонам, считая, что это будет достопримечательностью здания. Стэнли Местон вместе со своим помощником Чарли Фишем (Charles Fish) отреагировал на эту идею и создал перед фасадом здания две 25-футовые (7,6 метра) арки из листового металла, выкрашенные в жёлтый цвет, отделанные неоном, ещё на стадии проектирования названные «золотыми арками».
В 1962 году, стремясь обновить свой имидж, компания искала новый логотип. Некто Фред Тёрнер (Fred Turner) предложил «V», но глава компании по проектированию и дизайну Джим Шиндлер (Jim Schindler) преобразовал букву «V» в букву «M» в виде двух соединённых арок, проходящую через стилизованную крышу здания. В 1968 году элементы крыши с логотипа исчезли и добавилось название бренда McDonald’s. Красный и жёлтый цвета логотипа, выбранные в качестве фирменной палитры McDonald’s, не случайны: они представляют собой яркое сочетание, что, по мнению психологов, вызывает повышенный аппетит.

## Некоторые особенности
Редким исключением из правил являются арки не золотистого цвета. Так, в городе Седона, Аризона, арки — бирюзового цвета, так как местные власти сочли, что обычные арки будут плохо сочетаться с окрестным пейзажем. При этом арки такого необычного цвета привлекают в ресторан дополнительных туристов.
В одном из ресторанов Mcdonald’s в Монтерее, Калифорния, есть чёрные арки.
В Европе на Елисейских полях в Париже и у одного из новых ресторанов в бельгийском Брюгге арки — белые.
Сохранились рестораны, имеющие только одну арку — в городе Пайн-Блаф (англ. Pine Bluff), Арканзас. Причём этот знак внесён в Национальный реестр исторических мест США.

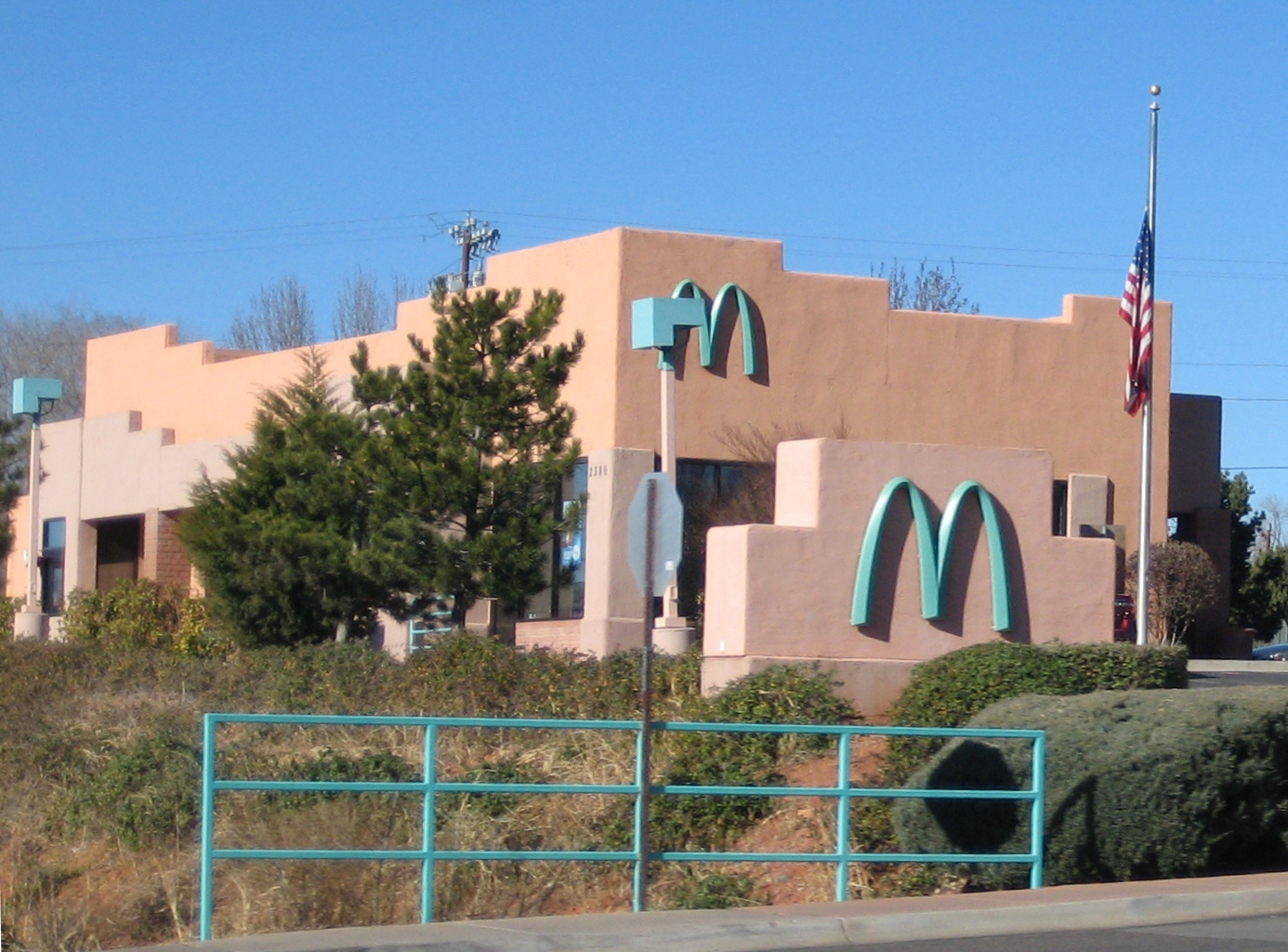
Ресторан в Седоне
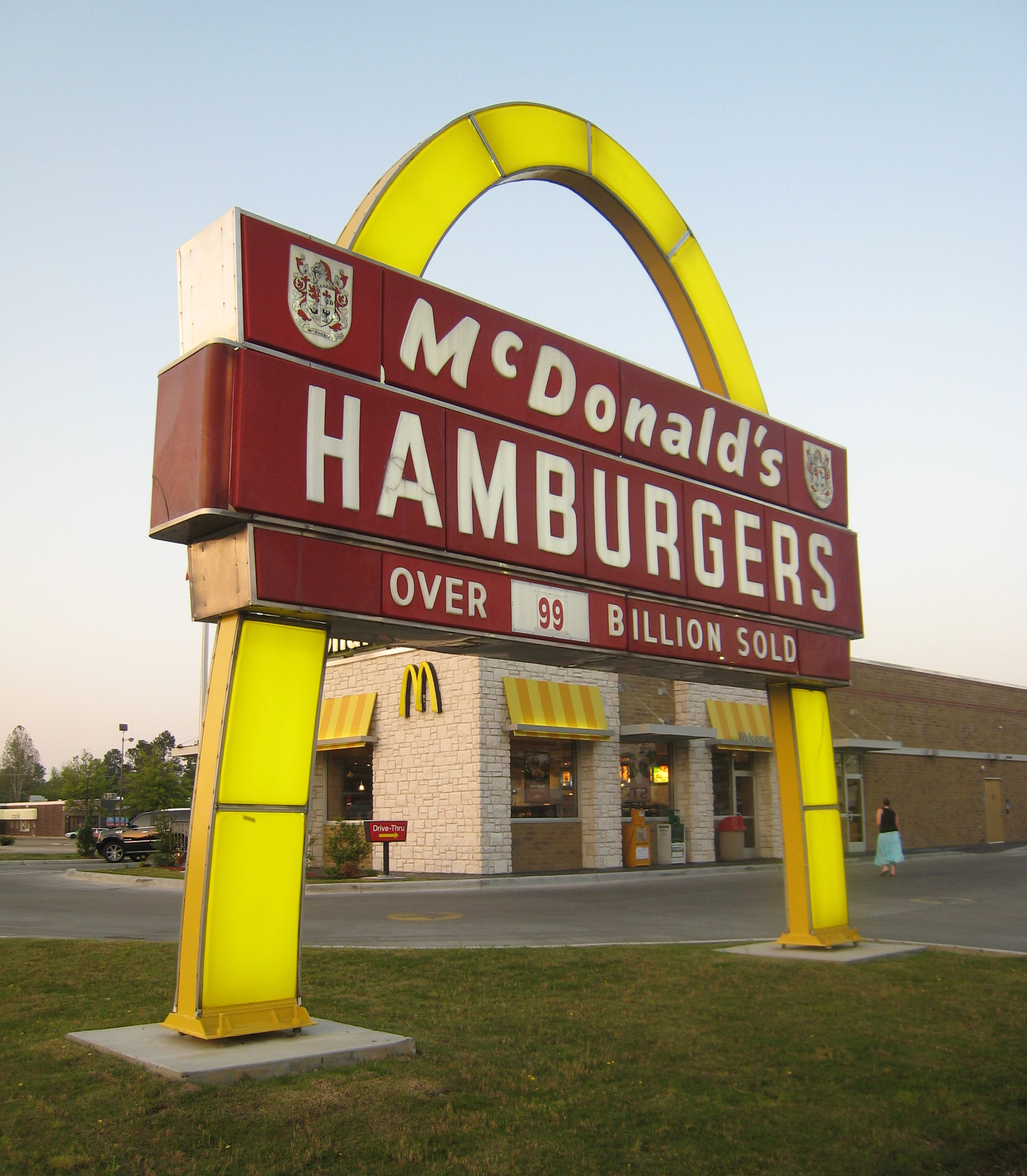
Ресторан в Пайн-Блафе